# Jean-Francis Treffel

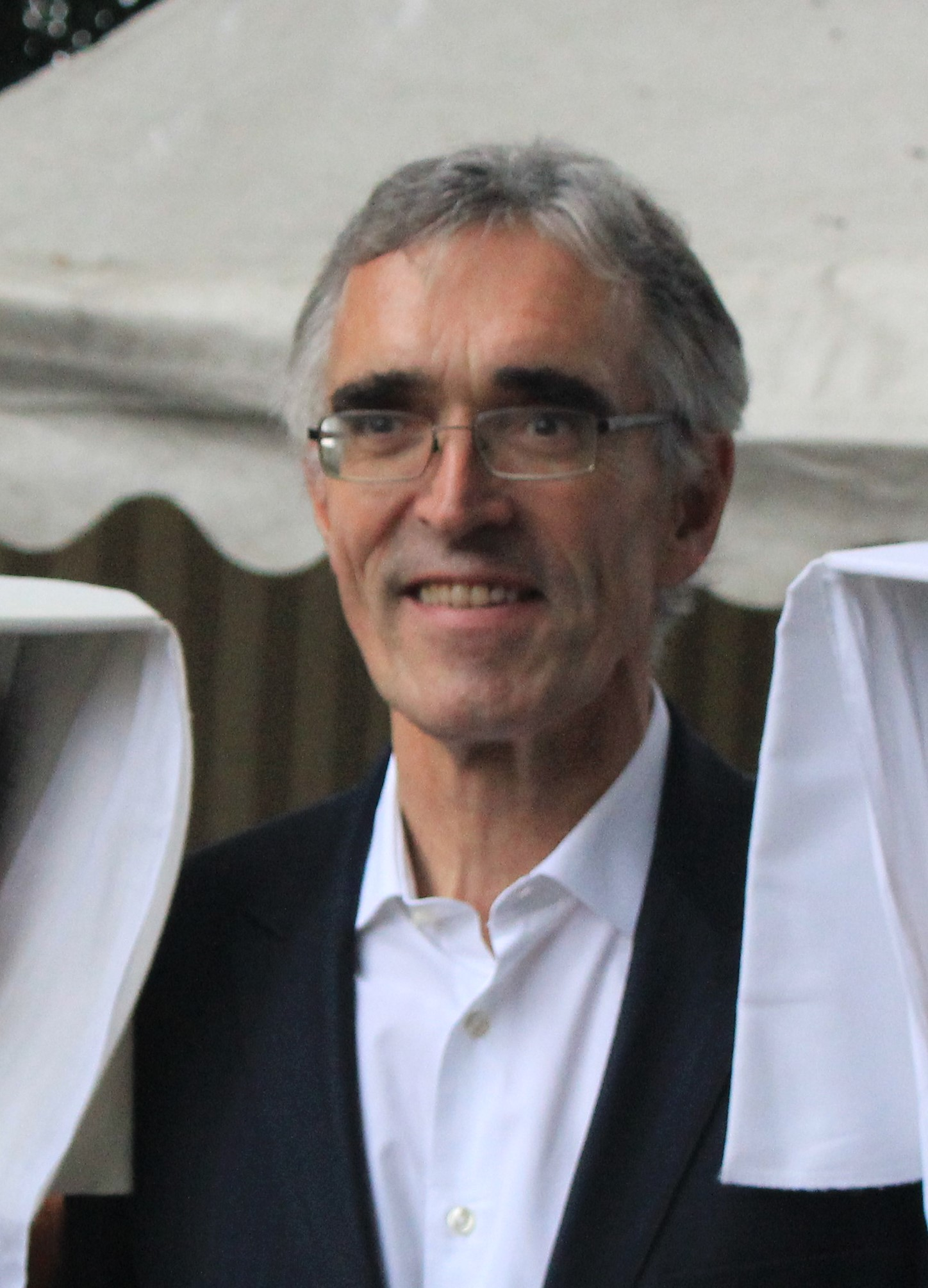
Jean-Francis Treffel (2015)

Jean-Francis Treffel (* 15. März 1955 in Paris) ist ein französischer Präfekt. Er war stellvertretender Direktor für Finanzangelegenheiten des Generalsekretariats der Regierung von 2002 bis 2008 und leitender Beamter für nachhaltige Entwicklung der Dienste des Premierministers, bekleidete mehrere Positionen als stellvertretender Präfekt, Direktor des Kabinetts des Präfekten von Val d'Oise, Generalsekretär der Präfektur Mosel und Unterpräfekt von Lorient. Im Jahr 2017 wurde er zum Präfekten des Territoriums Wallis und Futuna ernannt, 2019 zum Präfekten von Mayenne und im März 2021 zum Präfekten von Allier.

## Leben
Treffel wurde am 15. März 1955 im 14. Arrondissement von Paris geboren. Nach seinem Abitur studierte er vier Jahre öffentliches Recht am Institut d’études politiques de Paris, das er mit dem akademischen Grad Maîtrise und dem DEA abschloss.Er ist der Sohn von Jacques Treffel, Lehrer, Generalinspektor und ehemaliger Generaldirektor im Ministerium für nationale Bildung.

### Politische Laufbahn in Frankreich
Ab Januar 1982 war er Verwaltungsassistent in der Finanzdirektion des Ministeriums für Wirtschaft, Finanzen und Haushalt (frz. Ministère de l'Economie, des Finances et du Budget). Danach arbeitete er ab April 1986 für den Kabinettchef des Départements Loir-et-Cher und ab Juni 1989 für den des Départements Yonne. Ab Februar 1991 arbeitete er dann für den Kabinettchef des Departements Val-d’Oise, wo er Im August 1992 zum Kabinettschef aufstieg und Unterpräfekt zweiter Klasse wurde. Er wurde daraufhin im März 1993 Unterpräfekt des Arrondissements Lunéville in Val-d'Oise, bis er im Februar 1995 Unterpräfekt von Saint-Dié wurde. Ab August 1997 war Treffel Administrateur civil erster Klasse und Chef für die Präfekturbeamten im Innenministerium. Im Januar 2002 wurde er stellvertretender Direktor für Finanzen und Datenverarbeitung bei der Direktion für Verwaltungs- und Finanzdienstleistungen der französischen Regierung. Vom September 2005 an war Treffel stellvertretender Direktor für Programmierung und Finanzen des Generalsekretariats der französischen Regierung sowie hoher Beamter für nachhaltige Entwicklung beim französischen Premierminister. Ab April 2008 war er stellvertretender Unterpräfekt und Generalsekretär der Präfektur Moselle, bis er im Juni 2011 Unterpräfekt von Lorient wurde.
TK Bremen
In der Nacht vom 15. auf den 16. Dezember 2011 wurde er mit der Katastrophe des maltesischen Öltankers TK Bremen konfrontiert, der am Strand von Kerminihy in Erdeven auf Grund lief.
Die gesamte Besatzung musste ausgeflogen werden, während gleichzeitig der Schutz der Küste vor Ölverschmutzung und die Sicherheit der Strände im Vordergrund standen. Das Ereignis löste ein großes Medienecho und starken politischen Druck aus, ausgelöst von Umweltschützern, die mehrere hundert Umweltdemonstranten vor Ort versammelten [3].
Am Heiligabend verkündete er, dass die TK Bremen nicht mehr in See stechen werde[4] und vor Ort abgebaut werde. Der türkische Reeder wurde aufgefordert, dieser Aufforderung innerhalb einer engen Frist nachzukommen. Das geschützte Dünengebiet, das als Natura-2000-Gebiet klassifiziert ist, wurde für die Frühjahrsferien 2012 wiedereröffnet.

### Präfekt, Administrateur Supérieur von Wallis und Futuna
Seit dem 27. Februar 2017 ist er Administrateur Supérieur von Wallis und Futuna im Südpazifik. Treffels Ernennung erfolgte auf Vorschlag des französischen Innenministeriums am 1. Februar 2017. Es ist sein erstes Amt außerhalb des französischen Mutterlands. Nach seiner Ankunft auf Wallis am 27. Februar 2017 sagte Treffel, dass er sich besonders für die Jugend einsetzen möchte. Wallis und Futuna hat seit längerer Zeit mit Abwanderung (zum Beispiel nach Neukaledonien) zu kämpfen.
Präfekt von Mayenne
Im Januar 2019 war Jean-Francis Treffel Präfekt von Mayenne in Laval[7][8], wo er die Covid-19-Krise erlebte. Während Indikatoren die aktive Verbreitung des Virus bestätigten, war er im Juli 2020 in Mayenne[9] der erste Präfekt, der per Präfekturdekret in 69 Gemeinden seines Departements die Maskenpflicht im Freien an öffentlichen Orten einführte. Nach dem Ende der Krise nahm er die Hilfe eines Unterpräfekten für den Wiederaufbau in Anspruch, um den 100-Milliarden-Euro-Plan der Regierung umzusetzen[10]. Im November 2019 organisierte er eine erste Überprüfung des EGALIM-Gesetzes für die wichtigsten Tiersektoren des Departements. Der Mediator für Agrarhandelsbeziehungen sowie Vertreter von Landwirten, Händlern und Herstellern waren anwesend[11],[12]. Im März 2021 schied er aus dem Amt aus und wurde zum Präfekten des Departements Allier ernannt[13],[14].
Präfekt des Departements Allier
In Moulins unterstützt Jean-Francis Treffel den Prozess zur Anerkennung der Stadt Vichy als UNESCO-Weltkulturerbe und empfängt am 7. und 8. Dezember 2021 den Präsidenten der Republik, Emmanuel Macron, in Moulins und Vichy.[15] In Echassières legt er den Grundstein für das Lithiumgewinnungs- und -verarbeitungsprojekt EMILI im Beauvoir-Steinbruch[16],[17], das 2024 als Großprojekt von nationalem Interesse anerkannt wird.[1

### Auszeichnungen
- Ritter der Ehrenlegion (frz. Chevalier de la Légion d’Honneur (Ch. LH))
- Ritter des nationalen Verdienstordens (frz. Chevalier de l'ordre national du Mérite)